# Barzy-en-Thiérache
Barzy-en-Thiérache es una comuna francesa, situada en el departamento de Aisne, de la región de Alta Francia.

## Demografía
| 413 | 405 | 335 | 317 | 308 | 313 | 304 | 322 |
| Para los censos de 1962 a 1999 la población legal corresponde a la población sin duplicidades (Fuente: INSEE [Consultar]) |     |     |     |     |     |     |     |